# Emil Ohrt
Emil Heinrich Ohrt (* 23. Oktober 1868 in Hahnheide bei Trittau; † 23. September 1934 in Hamburg) war ein deutscher Jurist, Japanisch-Dolmetscher und deutscher Konsul in Japan.

## Leben und beruflicher Werdegang
Emil Heinrich Ohrt wurde 1868 als Sohn des Forstmeisters Johann Heinrich Ohrt in Hahnheide bei Trittau geboren. Er wuchs in der Region um Rendsburg auf, besuchte dort die Schule und beendete sie 1888 mit dem Abitur. Ab 6. März des gleichen Jahres begann er ein Studium der Rechtswissenschaften in München, Berlin und Kiel. Während seines Aufenthaltes in Berlin belegte er das neu eröffnete Orientalische Seminar mit den Fachgebieten Japanische Sprache und Landesgeschichte Japans. Sein Berufsziel war, im diplomatischen Dienst in Japan wirken zu können. Während dieser zusätzlichen Lehrveranstaltungen begeisterte er sich zunehmend für das Land und seine geschichtliche Entwicklung. Am 17. Juli 1892 legte er in Berliner das Diplomexamen für Japanisch ab und am 6. Dezember des gleichen Jahres promovierte er an der Universität in Kiel zum Dr. jur.
Mit dem Datum des 15. Dezember 1892 trat Emil Ohrt in den preußischen Justizdienst ein. Doch bereits nach einem halben Jahr, am 13. Mai 1893, wechselte er in das Auswärtige Amt Berlin.

## Wirken als Mitarbeiter des Auswärtigen Amtes in Japan
Sein erster Auslandseinsatz führt Emil Ohrt an die deutsche Gesandtschaft nach Tokyo. Hier traf er im August 1893 ein und nahm seine Arbeit als „Dolmetschereleve“ am 10. August auf. In den Folgejahren war er an den Konsulaten in Tamsui/Formosa, in Kōbe/Osaka und Yokohama eingesetzt. Im Jahre 1895 wurde er ordentliches Mitglied der „Deutschen Gesellschaft für Natur- und Völkerkunden Ostasiens“ (OAG).
Auf Grund seiner gezeigten Leistungen und des sicheren Umgangs mit Personen, die im Kontakt mit den einzelnen Konsulaten standen erfolgte am 13. Januar 1907 seine Ernennung zum Dolmetscher der deutschen Botschaft in Tokyo. Während seines Aufenthaltes in den verschiedenen Landesteilen von Japan hatte er sich vor Ort recht ausgiebig mit der Geschichte Japans, den Traditionen und Lebensgewohnheiten der Menschen, aber auch ihren Denkhaltungen beschäftigt. In den Gesprächen mit den Menschen, mit denen er dienstlich zu tun hatte, aber auch bei den täglichen Begegnungen war er stets ein aufmerksamer Zuhörer.
Das erfahrene und durch eigene Studien vertiefte Wissen verarbeitete er in wissenschaftlichen Skizzen oder bot es in Vorträgen in den gesellschaftlichen Gremien an, in denen vor allem Deutsche verkehrten. So hielt er beispielsweise im Rahmen seiner Mitarbeit in der Deutschen Gesellschaft für Natur- und Völkerkunde Ostasiens (OAG) einen Vortrag zum Thema: „F. W. Grube’s Reise nach Indien und China (1843–1845)“. Auch in den Mitteilungs- und Informationsblättern der Gesellschaft meldete er sich mit seinen Studienergebnissen zu Wort. So beispielsweise mit dem Artikel „Die Preußische Expedition nach Japan (1869–1861)“. In der Folgeausgabe fanden sich gleich zwei Artikel von Emil Ohrt zum „Staatsbegräbnis des Fürsten Ito“ und der Artikel „Totenbräuche in Japan“. Hier zeigte er, dass er über ein sehr profundes Wissen zur Kultur und Geschichte Japans verfügte. 1910 erhob die Deutsche Gesellschaft für Natur- und Völkerkunde Ostasiens (OAG) Emil Ohrt zum Mitglied auf Lebenszeit.
Sein nächster Dienstauftrag führte ihn 1911 nach Nagasaki. Hier wurde er im Oktober zum Konsul ernannt und löste seinen Vorgänger Karl Mechlenburg (1876–1957) ab. Im April 1913 wurde Emil Ohrt nach Kōbe versetzt und leitete dort ab 28. April 1913 das Konsulat. Hier war sein Vorgänger Fritz August Thiel (1863–1931). Nach der Kriegserklärung Japans an Deutschland 1914 musste er zusammen mit den anderen Botschaftsangehörigen das Land verlassen. In dieser Zwischenphase kam er in den USA zum Einsatz. So übte er seine Tätigkeit im Konsulat in Atlanta, in New York City, in Cincinnati, in Chicago und Seattle aus, bis es auch hier durch den Kriegseintritt der USA zum Abbruch der diplomatischen Beziehungen mit Deutschland kam.
Am 7. Februar 1918 reiste Emil Ohrt nach Deutschland zurück und wurde ab 1919 Leiter des Japanreferates im Auswärtigen Amt Berlin. Doch bereits 1921 wurde er erneut nach Japan gerufen. Er übernahm hier als Generalkonsul die Aufgaben in Yokohama. Während des großen Erdbebens im September 1923 hielt er sich in Tokyo auf und verlor alles Hab und Gut. Unmittelbar danach erfolgte eine Verlegung des Konsulates von Yokohama nach Kōbe. Er zog nach Kōbe um und übernahm am 4. Oktober die Geschäfte des neuen Konsulates. Robert Schinzinger (1898–1988), der 1923 als Dozent nach Kōbe gekommen war, erinnerte sich später, dass Emil Ohrt „ein stiller, ernster und freundlicher Mensch war, der gut Japanisch sprach und sich väterlich um seine Landsleute kümmerte“.
Am 1. April 1933 wurde Emil Ohrt pensioniert. Um seine Gesundheit stand es zu diesem Zeitpunkt nicht zum Besten. Er hatte sich ein schwieriges Gallen- und Leberleiden zugezogen. Um sich auszukurieren und seinen Lebensabend genießen zu können, reiste er 1934 in seine Heimat nach Schleswig-Holstein zurück. Im September musste er in eine Klinik eingewiesen und sich am 20. September einer Operation unterziehen. Am 23. September 1934 verstarb Emil Ohrt in einem Hamburger Krankenhaus.

## Eigene Arbeiten und Veröffentlichungen
- Friedrich Wilhelm Grube’s Reise nach Indien und China (1843–1845) – Vortrag in einer Sitzung der Deutschen Gesellschaft für Natur- und Völkerkunde Ostasiens in Tokio, April 1922, als rekonstruiertes Manuskript abgedruckt im Jubiläumsband 1933 der Gesellschaft (PDF)
- Die Preußische Expedition nach Japan (1869–1861), in: Mitteilungen der OAG Band XIII, 1910/1911, S. 199 ff., https://oag.jp/img/1910/01/oag-mitteilungen-band-13-teil-3.pdf#page=22
- Totengebräuche in Japan, in: Mitteilungen der OAG Band XIII, Teil 2, 1910/1911, S. 81 ff., https://oag.jp/img/1910/01/oag-mitteilungen-band-13-teil-2.pdf#page=1
- Staatsbegräbnis des Fürsten Ito in: Mitteilungen der OAG Band XIII, Teil 2, 1910/1911, S. 123 ff., https://oag.jp/img/1910/01/oag-mitteilungen-band-13-teil-2.pdf#page=22